# Brachyterapie
Brachyterapie je technika radioterapie, při níž je zdroj radioaktivního záření v úzkém kontaktu s ozařovaným ložiskem.
Brachyterapie se využívá zejména pro léčbu zhoubných onemocnění. Nejčastěji se brachyterapie uplatňuje v léčbě nádorů čípku děložního, prostaty, prsu a kůže, ale lze ji využít i pro léčbu nádorů v mnoha jiných anatomických lokalizacích. Z celkového počtu onkologických pacientů, jimž je indikována léčba zářením, připadá 10–20 % na brachyterapii. Pro brachyterapii je typický velký dávkový gradient mezi ozařovanou tkání a okolní zdravou tkání. Výhodami brachyterapie je aplikace vysoké dávky záření do léčené oblasti, šetření okolních zdravých tkání díky prudkému poklesu dávky s rostoucí vzdáleností a aplikace účinné dávky v krátkém čase, což snižuje efekt obnovy nádorových buněk. Omezením brachyterapie je fakt, že ji lze využít jen pro malé a dobře lokalizované nádory.
Brachyterapie se používá buď samostatně nebo v kombinaci s jinými léčebnými modalitami, např. chirurgickou léčbou, zevní radioterapií nebo chemoterapií. Brachyterapie je indikována buď se záměrem vyléčit pacienta (kurativní záměr) nebo zmírnit obtíže způsobené nádorovým onemocněním (paliativní záměr).
V brachyterapii se používají malé zapouzdřené radionuklidové zdroje, které se umisťují přímo do tkáně nebo její blízkosti. Brachyterapie se v minulosti prováděla nejčastěji pomocí radioizotopu radia, dnes používají uměle vyrobené radionuklidy. Použitím uzavřených radionuklidových zdrojů se brachyterapie liší od nukleární medicíny, kde se používají otevřené radionuklidové zdroje. V případě dočasné brachyterapie je zdroj po uplynutí naplánovaného ozařovacího času odstraněn z těla pacienta, v němž po ukončení aplikace žádná radioaktivita nezůstává. Brachyterapie se liší od zevní radioterapie tím, že při zevní radioterapii je pacient ozařován ze zdroje umístěného v určité vzdálenosti od těla pacienta.

## Typy brachyterapie
Brachterapii lze dělit (a) podle umístění zdrojů v těle, (b) podle dávkového příkonu nebo (c) podle délky trvání

### Dělení brachyterapie podle umístění zdrojů v těle
- Intersticiální – zdroje se zavádějí přímo do tkáně, léčba může být dočasná nebo také trvalá (např.: nádory prostaty, prsu)
- Intrakavitární – Zdroje se umisťují do tělních dutin (např.: gynekologické nádory)
- Intraluminální – Zdroje se umisťují do trubicovitých orgánů (např.: jícen, bronchus, žlučové cesty)
- Povrchová – zdroje se umisťují na povrch kůže(např.: kožní nádory)
- Intravaskulární - zdroje se umisťují do cév za účelem prevence restenóz v zavedených koronárních stentech

Pokud je brachyterapie aplikována v průběhu chirurgického zákroku, jedná se o intraoperativní brachyterapii.

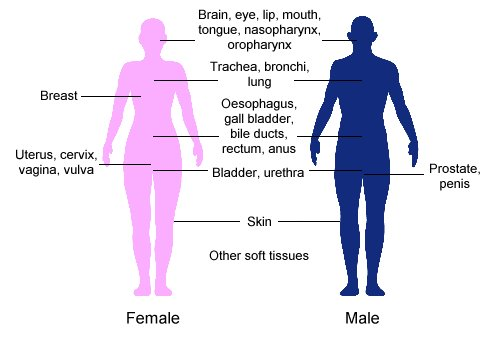
Oblasti klinického použití brachyterapie

### Dělení brachyterapie podle dávkového příkonu
Dávkový příkon je veličina popisující „rychlost“ dodání předepsané dávky záření do léčené tkáně. Vyjadřuje se v jednotkách Gray za hodinu [Gy/h].
Podle dávkové příkonu lze brachyterapii rozdělit na následující typy:
- Brachyterapie s nízkým dávkovým příkonem - Low dose rate (LDR) - Dávkový příkon je v rozmezí 0,4 – 2Gy/h.
- Brachyterapie se středním dávkovým příkonem -Medium dose rate (MDR) - Dávkový příkon je v rozmezí 2 – 12 Gy/h.
- Brachyterapie s vysokým dávkovým příkonem - High dose rate (HDR) - Dávkový příkon je vyšší než 12 Gy/h.
- Brachyterapie s pulsním dávkovým příkonem - Pulsed-dose rate (PDR) - Brachyterapie je realizována sérií krátkých pulsů záření, obvykle jedenkrát za hodinu, které simulují příkon a účinnost LDR brachyterapie.

### Dělení brachyterapie podle délky setrvání zdroje v těle pacienta
- Dočasná - zdroj setrvává v těle pacienta po přesně stanovenou dobu a pak je z těla odstraněn
- Permanentní - radioaktivní zdroje jsou zavedeny do orgánů natrvalo

## Historie brachyterapie
- počátek 20. století - provedeny první léčby radiem (1901 - l'Hôpital de St. Louis v Paříži,1905 - Abbe, USA)
- 1906 - založena Radiobiologická laboratoř v Paříži
- 1909 - počátek léčby radiem v Anglii
- po první světové válce - vznik několika brachyterapeutických škol (Radium Hemmet ve Stockholmu, Memorial Hospital v New Yourku a Curie Institute v Paříži)
- 30. léta - stanovena pravidla Manchesterského systému pro intersticiální a intrakavitární radiovou terapii
- po druhé světové válce - krátce používány kobaltové jehly, radioaktivní tantal a zlato
- 1958 - první použití iridia v brachyterapii
- 50. a 60. léta - rozvoj afterloadingových přístrojů, užití nových umělých zdrojů (jód a cesium), nová pravidla pro implantaci a výpočet dávky (Pařížský dozimetrický systém)
- přelom 20. a 21. století - přístroje pro dálkový afterloading, HDR brachyterapie, PDR (pulzní) brachyterapie

Vývoj brachyterapie lze rozdělit do následujících etap:
- Přímá aplikace radioaktivních zářičů

Radioaktivní izotop rádia Ra -226 začal být používán pro terapeutické účely brzy po jeho objevení Marií Curie v roce 1898. Zářiče byly aplikovány ve formě tub nebo jehel na aplikačním sále, pacient byl pak převezen na lůžkové oddělení, kde strávil několik dní se zavedenými zářiči. Stejným způsobem probíhala později přímá aplikace uměle vyrobených radioizotopů. Veškerý ošetřující personál a často i ostatní pacienti byli po celou dobu aplikace vystaveni radioaktivnímu záření.
- Manuální afterloading

Metoda manuálního afterloadingu spočívá v zavedení aplikátoru bez aktivních zdrojů na sále. Aktivní zdroje jsou zavedeny ručně až na lůžku, čímž je odstraněn časový stres při zavádění aplikátoru. Výhodou této metody je menší ozáření personálu. V naléhavém případě je možno rychle odstranit radioaktivní zdroje do stíněného kontejneru a ošetřit pacienta bez přítomnosti záření. Základní nevýhodou zůstává ozáření ošetřujícího personálu na lůžkovém oddělení a dlouhé ozařovací časy.
- Automatický afterloading

Po zavedení aplikátoru na sále jsou aktivní zdroje zavedeny do aplikátoru automaticky bez přítomnosti personálu pomocí řídícího počítače. Základní výhodou této metody je plná radiační ochrana veškerého personálu. Rozlišujeme dva základní typy systémů s automatickým afterloadingem: s nízkým dávkovým příkonem (low dose rate=LDR) : 0,4-2 Gy/hod; s vysokým dávkovým příkonem (high dose rate=HDR) : vyšší než 12 Gy/hod
U systémů LDR zůstávají dlouhé ozařovací časy, pacient je po zavedení aplikátoru, rentgenové lokalizaci a výpočtu ozařovacího času transportován na lůžko. Ozařování je spuštěno vně stíněného pokoje, kde pacient leží. Pacient je sledován na televizní obrazovce umístěné v sesterně a může komunikovat s ošetřujícím personálem pomocí intercomu. Při nezbytném ošetřování pacienta a podávání stravy vchází sestra na lůžkový pokoj až po automatickém odeslání radioaktivních zdrojů do stíněného kontejneru.
U HDR systémů jsou ozařovací časy krátké, což má pozitivní psychický přínos pro pacienta a lze tak ozářit větší počet pacientů. Další výhodou je možnost ambulantní léčby, čímž odpadají výdaje za hospitalizaci, a léčby pacientů z jiných odborných oddělení. Aplikační sál je zároveň ozařovnou, a tak pacient zůstává v průběhu celé aplikace v neměnné poloze, která zvyšuje přesnost aplikace. V porovnání s nízkým dávkovým příkonem je třeba u tohoto typu ozařování rozdělit celkovou předepsanou dávku do většího počtu frakcí z důvodu radiobiologických účinků. Pacient proto musí přijít na aplikaci vícekrát, popřípadě vícekrát podstoupit anestezii. Další relativní nevýhodou oproti LDR systémů jsou větší náklady spojené s nákupem a výměnami radionuklidového zářiče – nejčastěji se u HDR systémů používá Ir-192, které je třeba v důsledku krátkého poločasu rozpadu (74 dny) vyměňovat přibližně třikrát ročně. Systém s pulsním dávkovým příkonem – PDR (pulsed dose rate) využívá stejného principu a stejného typu zdroje jako HDR systémy. Ozařování sestává ze série krátkých ozáření s vysokým dávkovým příkonem – například každou hodinu proběhne jedno ozáření o délce přibližně 10 minut. Základní ideou této ozařovací techniky je nahradit kontinuální LDR ozařování sérií krátkých HDR ozáření – tzv. pulsů.

## Klinické použití
Nejčastěji se brachyterapie uplatňuje v léčbě nádorů čípku děložního, prostaty, prsu a kůže, ale lze ji využít pro i pro léčbu jiných nádorů.
- Nádory čípku děložního - Brachyterapie se v mnoha zemích světa standardně používá při léčbě malých cervikálních nádorů nebo nádorů v raném stádiu. Karcinomy děložního čípku mohou být léčeny pomocí LDR, HDR a PDR brachyterapie. Tento typ terapie se používá v kombinaci s externí radioterapií a vykazuje lepší výsledky, než když je prováděna jen externí radioterapie. Tato metoda také umožňuje doručení přesné (vysoké) dávky záření do cílového objemu a minimalizaci expozice kritických struktur v okolních tkáních.

- Karcinom prostaty - Léčba karcinomů prostaty může být prováděna jednak pomocí LDR zrn permanentně implantovaných do prostaty, jednak pomocí dočasné HDR terapie. Implantace LDR zrn je vhodná zejména u pacientů s dobře lokalizovatelným karcinomem a dobrou prognózou. Úspěšnost této léčby je vysoká a dokonce se pacienti, kteří prodělali tuto terapii, potýkají s menším množstvím vedlejších účinků (impotence, inkontinence,...) jako je tomu u ostatních léčebných procedur. Novějším, méně často používaným přístupem k léčbě karcinomu prostaty je užití HDR brachyterapie společně s externí radioterapií. HDR brachyterapie v tomto případě slouží k doručení větší dávky do objemu tkáně odpovídajícímu tvaru karcinomu v prostatě za současné minimalizace dávky do okolních struktur.

## Používané radioizotopy
Pro brachyterapii se většinou využívají záření gama, výjimku tvoří brachyterapie očních nádorů, při níž se využívají zdroje záření beta (elektrony) stroncium-90 a ruthenium-106.
Nejčastěji používané radiozotopy v brachyterapii:
| Název                 | Poločas přeměny | Energie            | Nejčastější využití                                   |
| --------------------- | --------------- | ------------------ | ----------------------------------------------------- |
| radium-226 (226Ra)    | 1600 let        | 0,78 MeV (střední) | v minulosti: LDR brachyterapie, nyní se již nepoužívá |
| cesium-137 (137Cs)    | 30,17 let       | 0,662 MeV          | LDR brachyterapie, LDR automatický afterloading       |
| iridium-192 (192Ir)   | 74 dnů          | 0,38 MeV (střední) | HDR automatický afterloading                          |
| kobalt-60 (60Co)      | 5,27 let        | 1,17; 1,33 MeV     | HDR automatický afterloading                          |
| jód-125 (125I)        | 60 dnů          | 28 keV (střední)   | Permanentní brachyterapie                             |
| palladium-103 (103Pd) | 17 dnů          | 21 keV (střední)   | Permanentní brachyterapie                             |
| stroncium-90 (90Sr)   | 28,7 dne        | 0,55 MeV           | Oční nádory                                           |
| ruthenium-106 (106Ru) | 373,6 dnů       | 3,54 MeV           | Oční nádory                                           |